# Іст-Міссула (Монтана)
Іст-Міссула (англ. East Missoula) — переписна місцевість (CDP) в США, в окрузі Міссула штату Монтана. Населення — 2465 осіб (2020).

## Географія
Іст-Міссула розташований за координатами 46°52′52″ пн. ш. 113°56′39″ зх. д. / 46.88111° пн. ш. 113.94417° зх. д. (46.881105, -113.944164).  За даними Бюро перепису населення США в 2010 році переписна місцевість мала площу 3,58 км², з яких 3,49 км² — суходіл та 0,09 км² — водойми. В 2017 році площа становила 3,21 км², з яких 3,12 км² — суходіл та 0,09 км² — водойми.

## Демографія
Згідно з переписом 2010 року, у переписній місцевості мешкало 2157 осіб у 918 домогосподарствах у складі 547 родин. Густота населення становила 603 особи/км².  Було 957 помешкань (267/км²).
Расовий склад населення:
| - 93,1 % — білих - 2,9 % — корінних американців - 0,6 % — азіатів - 0,4 % — чорних або афроамериканців - 0,2 % — вихідців з тихоокеанських островів |

До двох чи більше рас належало 2,4 %. Частка іспаномовних становила 2,5 % від усіх жителів.
За віковим діапазоном населення розподілялося таким чином: 21,0 % — особи молодші 18 років, 70,0 % — особи у віці 18—64 років, 9,0 % — особи у віці 65 років та старші. Медіана віку мешканця становила 34,9 року. На 100 осіб жіночої статі у переписній місцевості припадало 105,6 чоловіків;  на 100 жінок у віці від 18 років та старших — 105,2 чоловіків також старших 18 років.
Середній дохід на одне домашнє господарство  становив 54 992 долари США (медіана — 39 390), а середній дохід на одну сім'ю — 64 812 долари (медіана — 42 083). За межею бідності перебувало 22,4 % осіб, у тому числі 14,8 % дітей у віці до 18 років та 0,0 % осіб у віці 65 років та старших.
Цивільне працевлаштоване населення становило 1321 осіб. Основні галузі зайнятості: освіта, охорона здоров'я та соціальна допомога — 28,5 %, мистецтво, розваги та відпочинок — 15,9 %, науковці, спеціалісти, менеджери — 13,0 %, роздрібна торгівля — 11,3 %.